# 高松シティエフエム
株式会社高松シティエフエム（たかまつシティエフエム）は、香川県高松市の一部地域を放送区域とする超短波放送（FM放送）をしていた一般放送事業者（現・民間特定地上基幹放送事業者）である。
FM MARINO（マリノ）の愛称でコミュニティ放送をしていた。

## 概要
1997年（平成9年）開局。自社製作番組のほか、J-WAVE（旧称・FMジャパン）の番組も配信していた。
しかし、同じ高松市を主要なサービスエリアとしているエフエム高松コミュニティ放送（FM815）と競合することから経営的に不利な面も多く、2005年（平成17年）3月31日24時に放送終了、FM815に吸収合併される形で4月1日に廃局した。
瀬戸内海放送（KSB）との結びつきが強く、時事評論番組「なんしょんな!香川 TVジャパネット」はテレビとラジオで同時放送していた。

## 沿革
- 1996年（平成8年）
  - 11月13日 - 株式会社高松シティエフエム設立。
  - 12月6日 - 放送局（現・特定地上基幹放送局）の予備免許を取得
- 1997年（平成9年）1月25日 - 開局。
- 2000年（平成12年）3月23日 - 送信所を高松市亀井町5番地1の百十四銀行本店ビルから高松市西宝町二丁目888番地3の石清尾山に移転。
- 2005年（平成17年）
  - 3月31日 - 24時をもって放送終了。
  - 4月1日 - 放送局の廃止を届出。

## スポンサー
- じゃっど
- ジャパンクラブ
- トキワテニスクラブ
- 友苑
- 高松市
- 四国ガス高松支店
- コピーマック

## 番組（パーソナリティ）
2003年8月13日当時
- MARINO GOODDAY MORNING（月火：村尾桂子／水木：柴田直／金：多田優子）
- Evening Q Station（月：丸朋子／火：吉川真世／水：川﨑倫香／木：山下アキ／金：村尾桂子）
  - じゃっど じゃっど（川﨑倫香　河野博）
  - ジャパンクラブ J-CHAT（多田優子）
  - トキワテニスクラブ コーチはこっち（村尾桂子　藤村、西村。河辺コーチ）
- ようこそ!JAZZ WONDER LAND（SWJO）
- みっちゃんのオペラだーい好き（蓮井迪子）
- HOUSEのアコアコジャングル（HOUSE）
- E KOMO MAI（分部典子／川﨑倫香）
- HOT MUSIC TAKAMATSU（多田優子）
- こちら、天然ECO TOWN（多田優子）
- ビリーの先っちょ（菊地　慶）
- SOUND LIBRARY
- ALBUM PICK UP
- なんしょんな!香川 TVジャパネット（都村長生）（KSB）